# 17 august
ianuarie • februarie • martie  • aprilie  • mai  • iunie  • iulie  • august  • septembrie  • octombrie  • noiembrie  • decembrie
17 august este a 229-a zi a calendarului gregorian și a 230-a zi în anii bisecți. Mai sunt 136 de zile până la sfârșitul anului.

## Evenimente

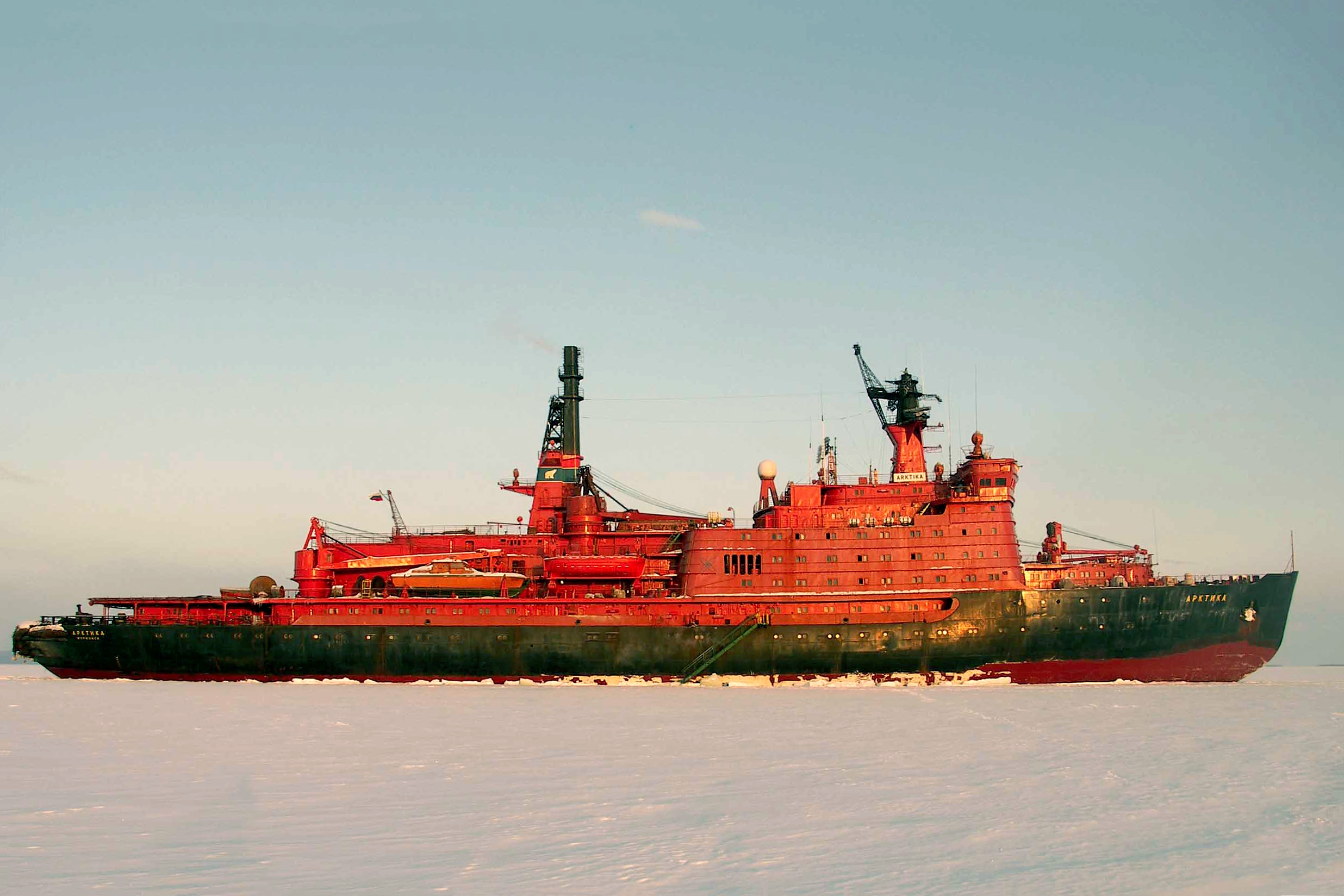
Spărgatorul de gheață sovietic "Arktica" devine prima navă de suprafață care atinge Polul Nord.

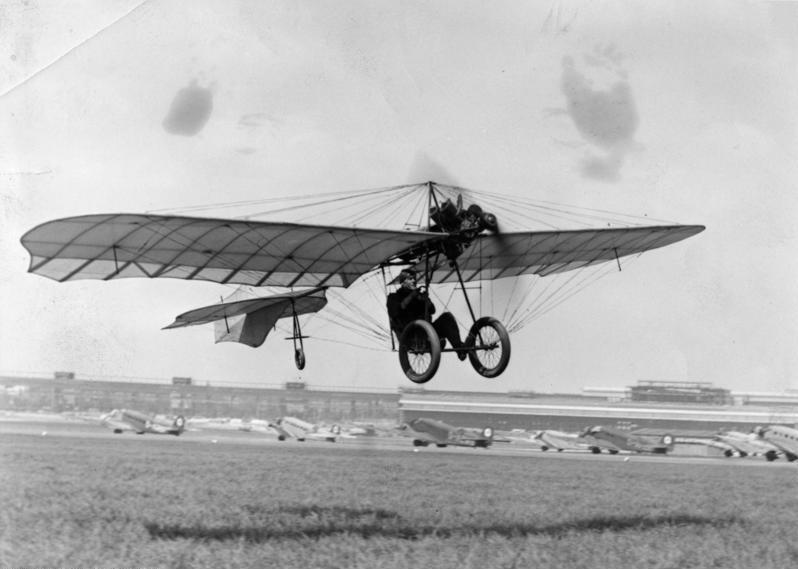
1909: Pionierul aviației germane Hans Grade efectuează primul zbor cu Libelle, un avion cu un singur loc construit Grade.

- 0986: Bulgarii au învins forțele bizantine în bătălia de la Porțile lui Traian, în Munții Balcani, împăratul Vasile al II-lea scăpând cu viață cu dificultate.
- 1786: După moartea lui Frederic cel Mare, nepotul lui, Frederic Wilhelm al II-lea, devine rege al Prusiei.
- 1807: Primul vapor comercial al lui Robert Fulton a efectuat prima sa cursă pe râul Hudson.
- 1896: În Londra, Bridget Driscoll este prima victimă care a decedat ca urmare a unui accident de circulație, în care a fost implicat un automobil.
- 1909: Pionierul aviației germane Hans Grade efectuează primul zbor cu Libelle, un avion cu un singur loc construit Grade. În octombrie va câștiga Premiul Lanz al Aerului.
- 1914: Generalul german Hermann von François a condus un contraatac reușit împotriva armatei rusești în bătălia de la Stallupönen.
- 1942: Forțele aeriene ale Statelor Unite ale Americii, USAAF, zboară primul raid aerian în timpul celui de-al doilea Război Mondial în Europa.
- 1943: Forțele aeriene americane pierd 60 de bombardiere în misiunea Schweinfurt–Regensburg.
- 1945: Proclamarea independenței Indoneziei. Sărbătoare națională.
- 1956: Curtea Constituțională a Germaniei Federale interzice Partidul Comunist din cauză de neconstituționalitate.
- 1960: Proclamarea independenței Gabonului. Sărbătoare națională.
- 1962: Polițiștii de frontieră est-germani ucid un băiat de 18 ani, Peter Fechter, în timp ce acesta încerca să treacă Zidul Berlinului spre Berlinul de Vest, devenind prima victimă a zidului.
- 1970: Programul sovietic Venera: Se lansează Venera 7. La data de 15 decembrie va fi prima sondă care va transmite cu succes date de pe suprafața altei planete (Venus).
- 1977: Spărgatorul de gheață sovietic "Arktica"  devine prima navă de suprafață care atinge Polul Nord.
- 1988: Președintele Pakistanului, Muhammad Zia-ul-Haq, și ambasadorul SUA Arnold Raphel sunt uciși într-un accident de avion.
- 1998: Scandalul Lewinsky: Președintele SUA, Bill Clinton, admite în mărturia inregistrată că a avut o "relație fizică necorespunzătoare" cu interna de la Casa Albă, Monica Lewinsky. În aceeași zi, el admite în fața națiunii că a "indus în eroare oamenii", despre relația lor.
- 2008: Înotatorul american Michael Phelps devine prima persoană care a câștigat opt medalii de aur la unul dintre Jocurile Olimpice.
- 2009: Operațiunea Scutul Oceanului - Organizația Tratatului Atlanticului de Nord începe să trimită nave militare în Golful Aden și Oceanul Indian pentru combaterea piraților somalezi.[1]
- 2017: O furgonetă condusă de un marocan a intrat în mulțimea de oameni de pe La Rambla din Barcelona, ucigând 16 persoane și lăsând în urmă peste 130 de răniți. Statul Islamic își asumă responsabilitatea.[2]

## Nașteri
- 1601: Pierre de Fermat, avocat, funcționar public și matematician francez (d. 1665)
- 1629: Ioan al III-lea Sobieski, rege polonez (d. 1696)
- 1768: Louis Desaix, general francez (d. 1800)
- 1786: Victoria de Saxa-Coburg-Saalfeld, mama reginei Victoria (d. 1861)
- 1872: Traian Vuia, constructor de avioane român, pionier al aviației mondiale (d. 1950)
- 1876: Theodor Däubler, scriitor austriac (d. 1934)
- 1877: Prințesa Matilda de Bavaria, Prințesă Ludwig de Saxa-Coburg-Kohary (d. 1906)
- 1887: Carol I al Austriei (d. 1922)
- 1893: Mae West, actriță, scenaristă americană (d. 1980)

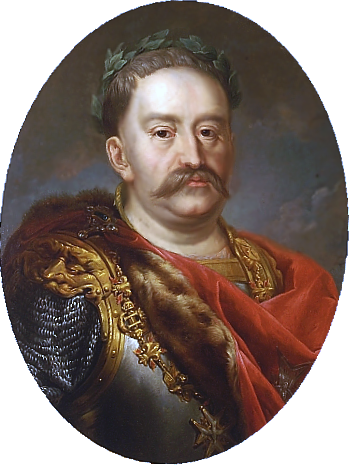
Ioan al III-lea Sobieski, rege polonez
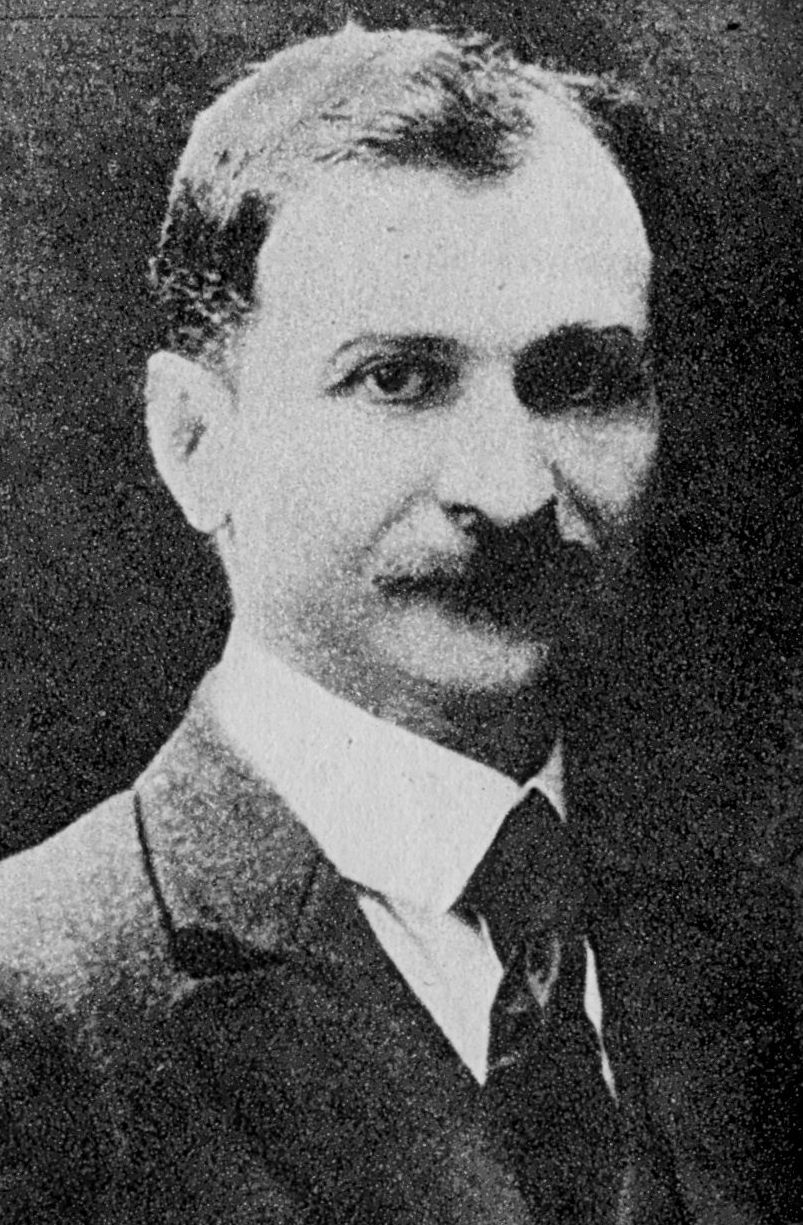
Traian Vuia, pionier al aviației mondiale
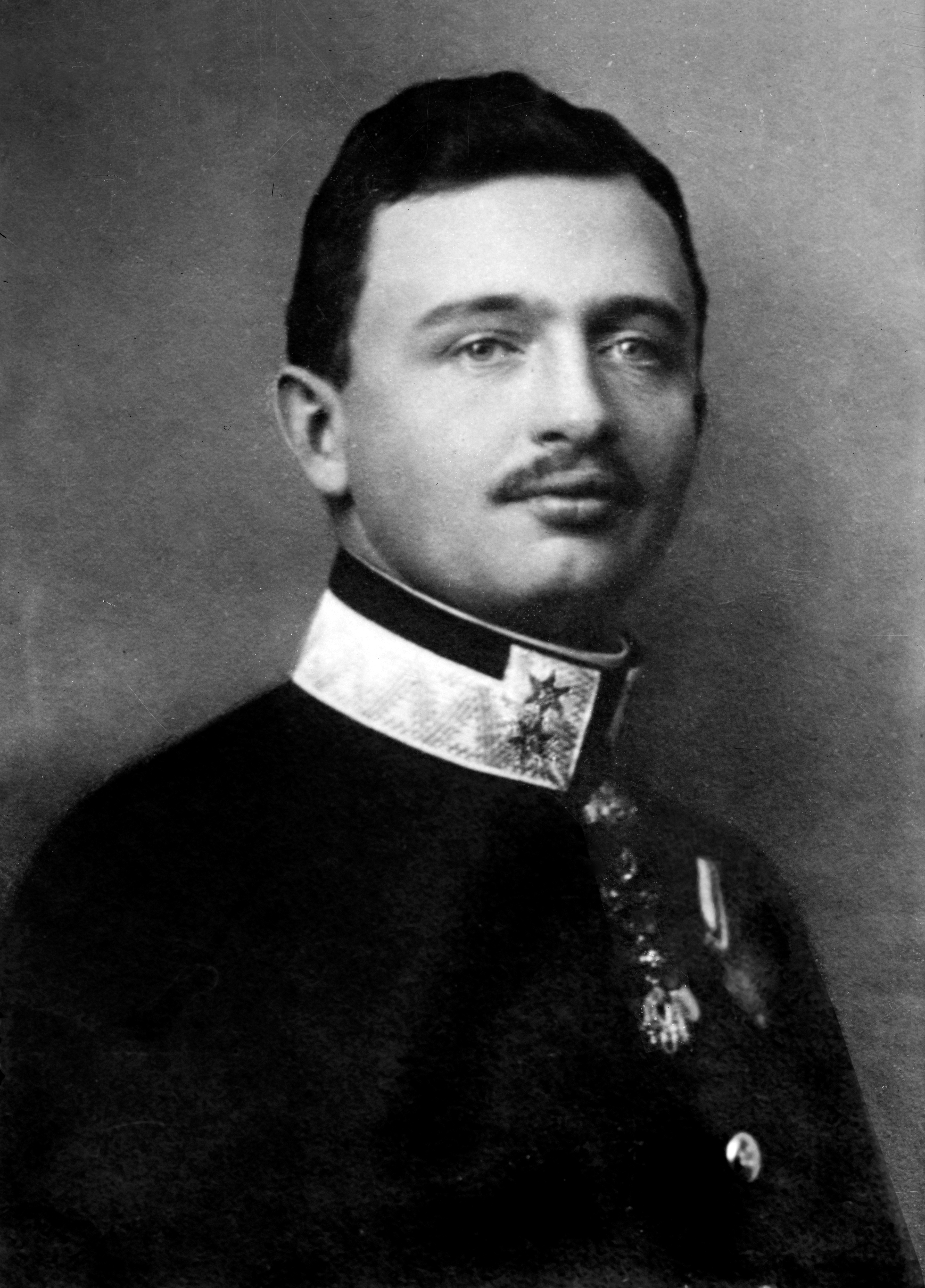
Carol I al Austriei

- 1894: Radu Cernătescu, chimist român (d. 1958)
- 1926: Jiang Zemin, politician chinez, președinte ale Chinei în perioada 1993-2003 (d. 2022)
- 1938: Andrei Burac, poet, prozator, dramaturg, traducător și publicist din Republica Moldova (d. 2020)
- 1940: Cornel Hațegan, fizician român
- 1941: Stere Adamache, fotbalist român (d. 1978)
- 1943: Robert De Niro, actor american
- 1952: Guillermo Vilas, jucător argentinian de tenis
- 1953: Herta Müller, scriitoare și traducătoare germană originară din România, laureată a Premiului Nobel pentru Literatură pe anul 2009.
- 1958: Horia Dulvac, scriitor român
- 1959: Jonathan Franzen, scriitor american

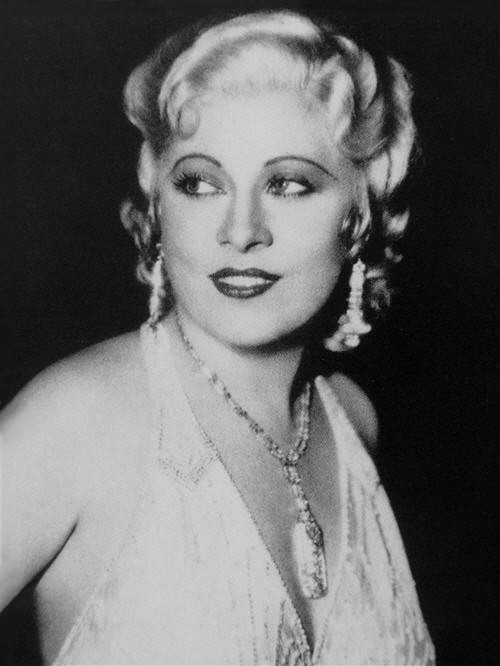
Mae West, actriță americană
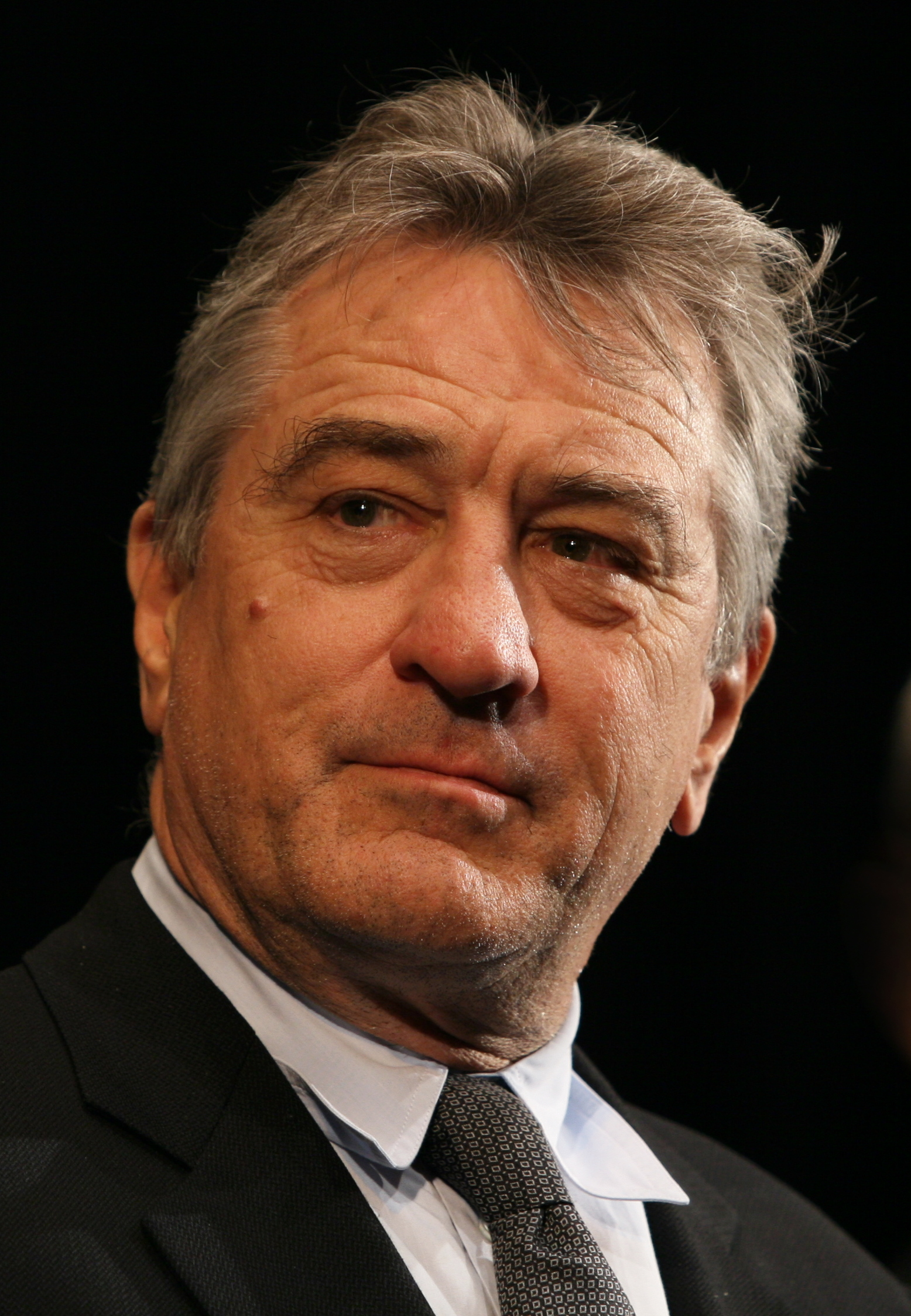
Robert De Niro, actor american
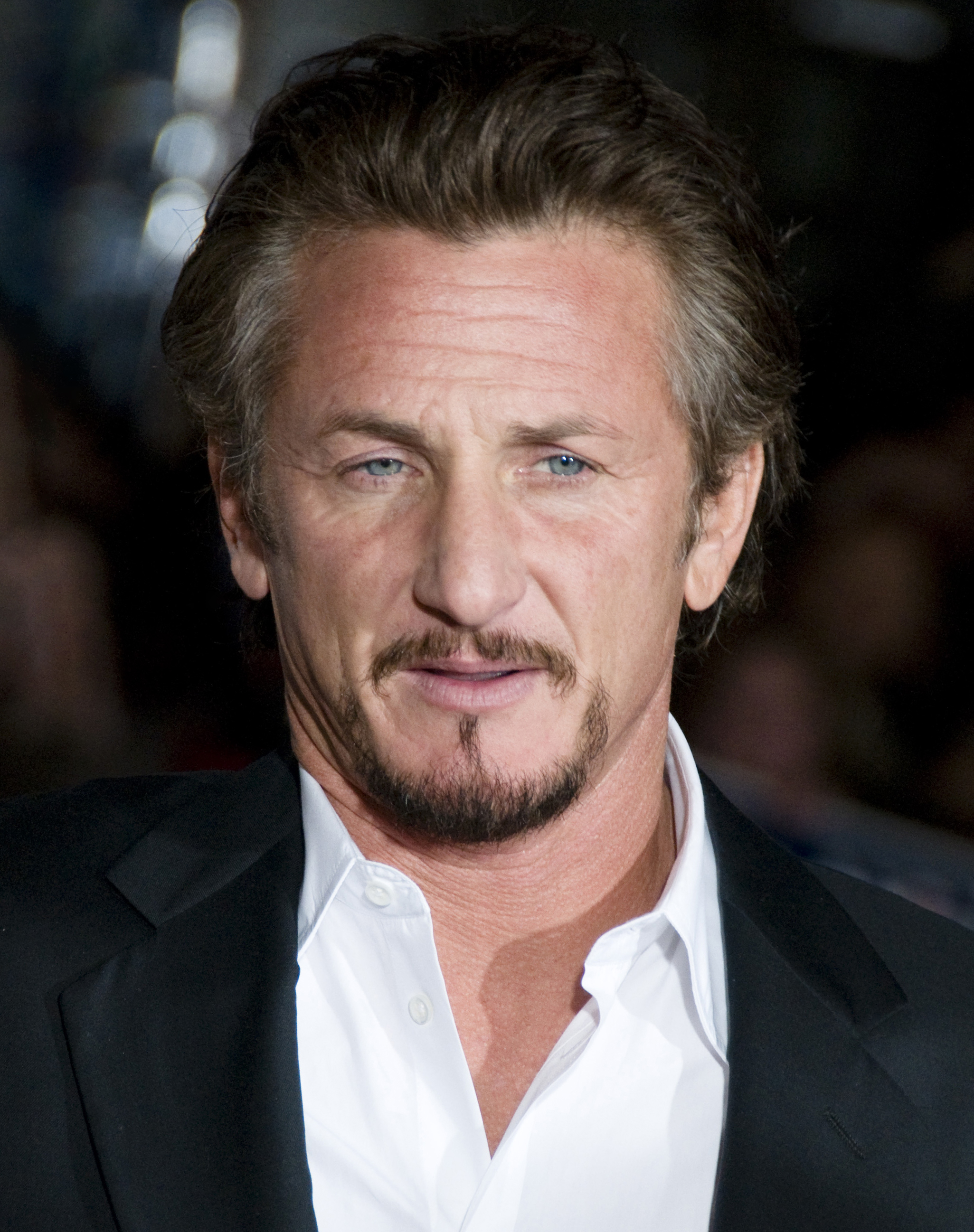
Sean Penn, actor american

- 1960: Sean Penn, actor american
- 1963: Ruxandra Cesereanu, prozatoare română
- 1967: Adina Cristescu, actriță română
- 1983: Tom Ford, jucător englez de snooker
- 1984: Cristian Pulhac, fotbalist român
- 1977: William Gallas, fotbalist francez
- 1977: Thierry Henry, fotbalist francez
- 1977: Tarja Turunen,  soprană lirică, compozitoare și pianistă finlandeză
- 1980: Daniel Güiza, fotbalist spaniol
- 1982: Phil Jagielka, fotbalist englez
- 1987: Ronan Gustin, scrimer francez
- 1991: Simone Böhme, handbalistă germană
- 1994: Tiémoué Bakayoko, fotbalist francez
- 1994: Adina Giurgiu, fotbalistă română
- 1999: Sara Cuncea, mica actriță română
- 2000: Lil Pump, rapper american

## Decese
- 1553: Carol al III-lea, Duce de Savoia (n. 1486)
- 1673: Reinier de Graaf, medic  și anatomist olandez (n. 1641)
- 1676: Hans Jakob Christoffel von Grimmelshausen, scriitor german (n. 1621)
- 1786: Frederic al II-lea al Prusiei (n. 1712)
- 1836: Carol de Hesse, general danez (n. 1744)
- 1850: José de San Martín, general argentinian (n. 1778)
- 1898: Carl Zeller, jurist și compozitor austriac (n. 1842)
- 1916: Umberto Boccioni, pictor italian și sculptor (n. 1882)
- 1925: Ioan Slavici, scriitor român (n. 1848)

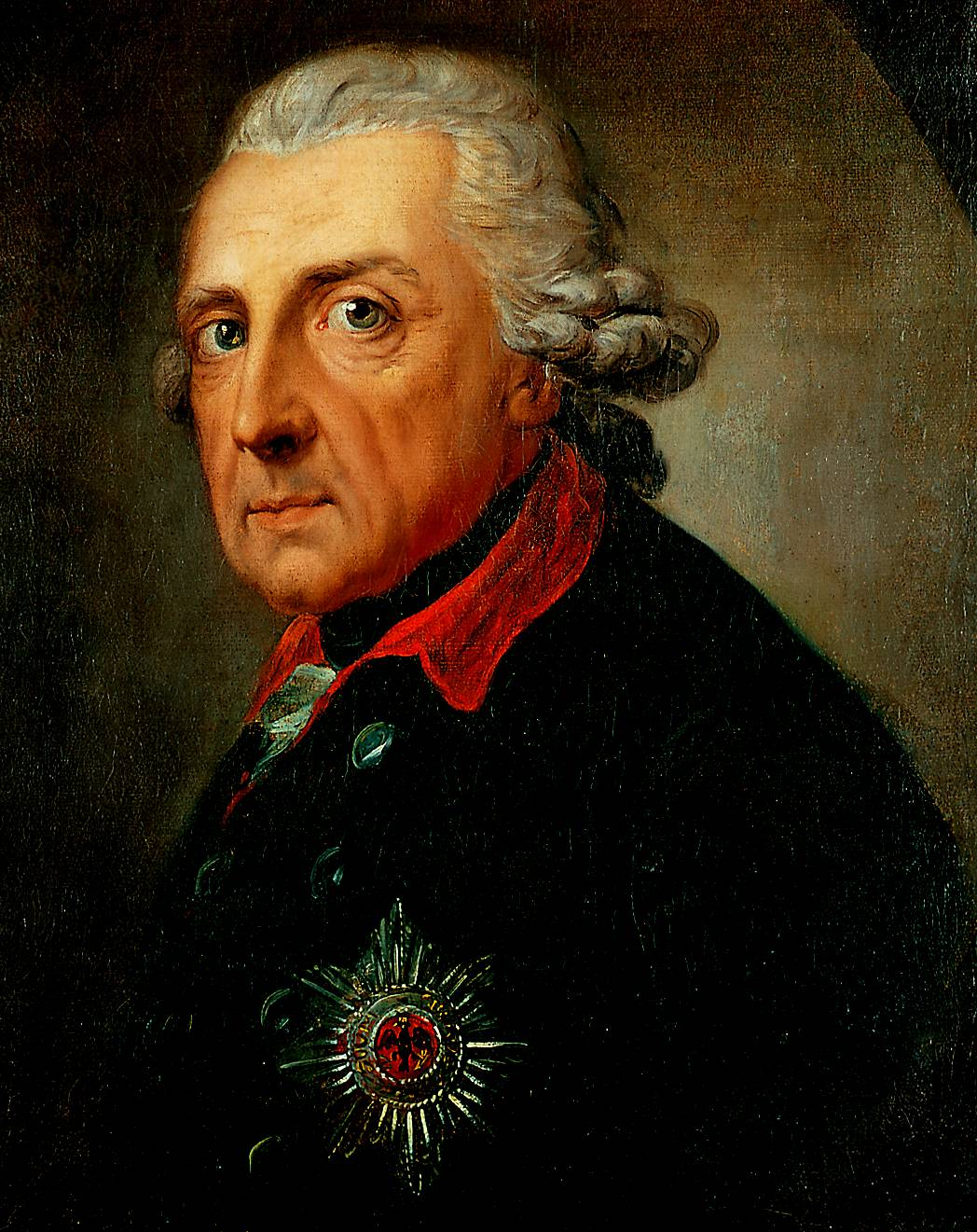
Frederic al II-lea al Prusiei
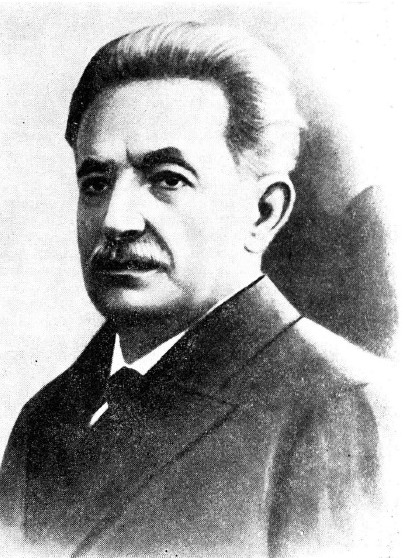
Ioan Slavici, scriitor român
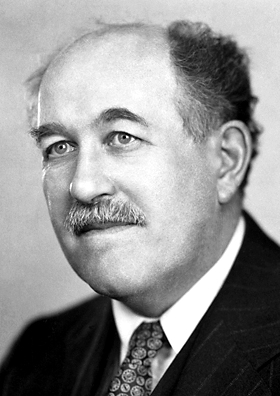
Otto Stern, fizician germano-american, laureat Nobel

- 1934: Aleksandr Borisov, pictor rus (n. 1866)
- 1955: Fernand Léger, pictor francez (n. 1881)
- 1964: Mihai Ralea, psiholog, sociolog, eseist, estetician, filosof român (n. 1896)
- 1969: Ludwig Mies van der Rohe, arhitect german (n. 1886)
- 1969: Otto Stern, fizician germano-american, laureat al Premiului Nobel în 1943 (n. 1888)
- 1973: Conrad Aiken, scriitor american (n. 1889)
- 1983: Ira Gershwin, textier american (n. 1893)
- 1987: Mihail Davidoglu, dramaturg român (n. 1910)
- 1987: Rudolf Hess, politician german nazist (n. 1894)
- 1990: Béla Abody, scriitor, critic literar, traducător, redactor maghiar (n. 1931)
- 2010: Francesco Cossiga, politician italian, al 8-lea președinte al Italiei (n. 1928)
- 2014: Corneliu-Dan Borcia, actor român (n. 1945)
- 2014: Dan Hăulică, critic de artă român (n. 1932)
- 2016: Arthur Hiller, regizor canadian de film (n. 1923)
- 2025: Terence Stamp, actor bitanic (n. 1939)

## Sărbători
- Gabon: Independența față de Franța (1960)
- Indonezia: Proclamarea independenței Indoneziei  față de Olanda (1945)